# Sites mégalithiques de la Loire-Atlantique
L'article présente un panorama des sites mégalithiques dans la Loire-Atlantique, en France.

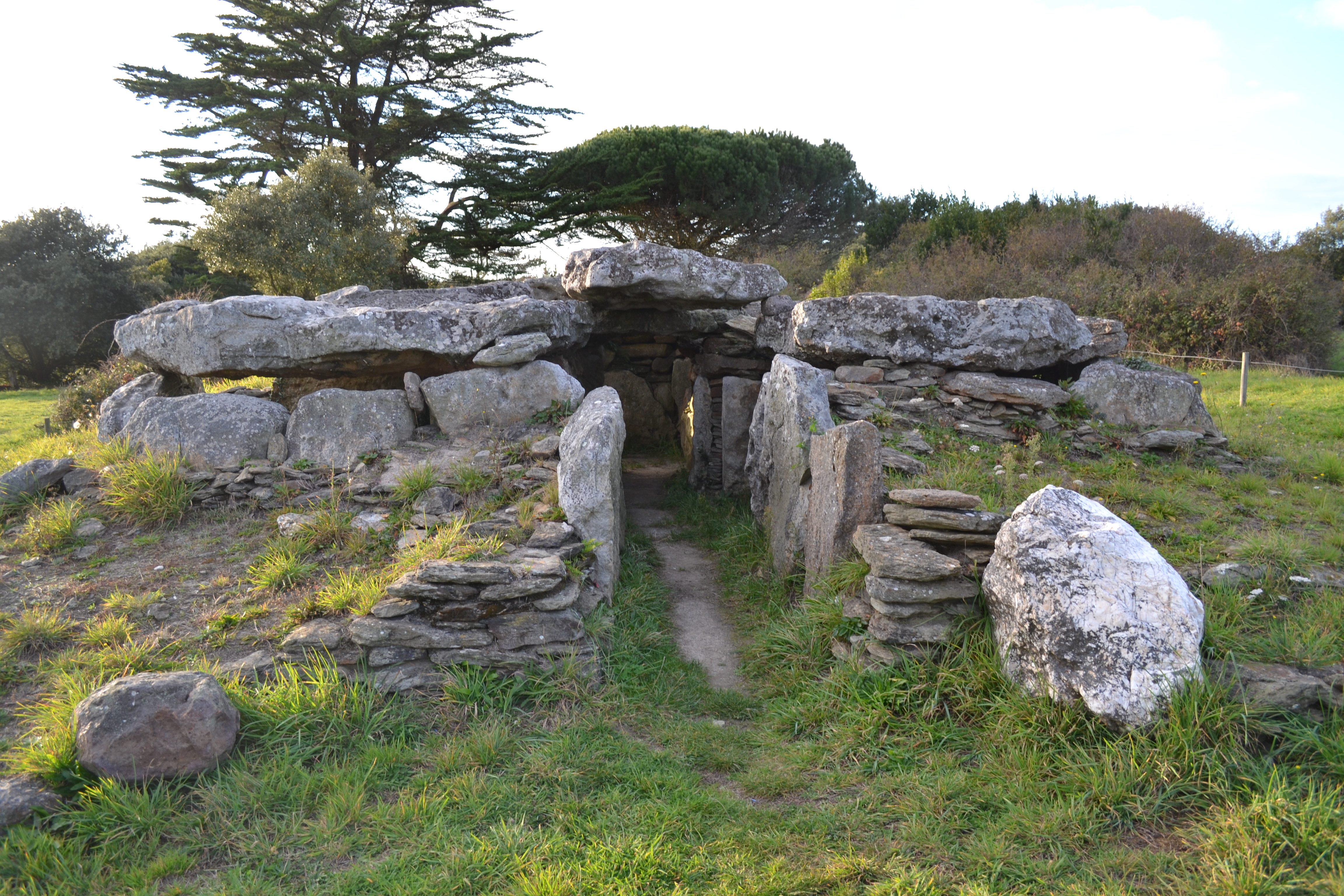
Tombe transeptée de la Joselière.

## Recensements anciens
Le département de la Loire-Atlantique compte encore un nombre important de mégalithes, malgré les outrages du temps et les destructions volontaires survenues au XIXe siècle, notamment dans le pays de Châteaubriant. Plusieurs décomptes à l'échelle du département (appelé Loire-Inférieure jusqu'en 1957) ont eu lieu depuis la fin du XIXe siècle :
- En 1880, L'Inventaire des monuments mégalithiques de France[1] mentionne : 50 dolmens, 57 menhirs, 1 alignement, 2 cromlechs, 6 pierres à bassin, 1 pierre branlante et 10 pierres diverses (sic);
- En 1901, Adrien de Mortillet recense 125 dolmens[2],
- En 1908, Joseph Déchelette mentionne 200 menhirs[3];
- En 1958, Fernand Niel[4] reprend les décomptes de Mortillet et de Déchelette en les actualisant, et dénombre 125 dolmens et 155 menhirs.

Aucun autre inventaire ne semble avoir été réalisé depuis lors pour l'ensemble du département. 
En 1911, le recensement d'Henri Quilgars, limité au pays de Guérande, mentionne 72 dolmens, 28 menhirs, 2 alignements et 2 cromlechs.
La fin du XXe siècle est marquée par la découverte de l'alignement du Pilier dans la forêt du Gâvre.

## Répartition géographique
| \| Nantes Saint-Nazaire Châteaubriant Ancenis \| Répartition géographique des sites mégalithiques de la Loire-Atlantique. · : dolmen - : menhir - : autre site mégalithique |
| Nantes Saint-Nazaire Châteaubriant Ancenis |

En Loire-Atlantique comme dans les autres départements de la Bretagne historique, le mégalithisme se caractérise par le contraste entre la façade maritime et l'intérieur des terres. 
L'arc côtier, de la presqu'île de Guérande au Pays de Retz en passant par la Brière et l'estuaire de la Loire, concentre la plus grande partie des alignements, tumuli, dolmens et menhirs recensés dans le département.
Le nord du département, autour de Châteaubriant et le long d'un axe allant de Châteaubriant à Redon, passant notamment par Le Gâvre, où se trouve un alignement d'une longueur d'un kilomètre, constitue la deuxième concentration de mégalithes de Loire-Atlantique, avec une prédominances des menhirs. Le pays d'Ancenis constitue la troisième zone, de moindre importance. 
En dehors de ces trois ensembles, il existe quelques mégalithes disséminés, souvent à proximité de la Loire. Il s'agit uniquement de menhirs isolés, souvent peu spectaculaires et généralement méconnus, de plus en plus cernés par le développement de l'habitat.

## Les dolmens de type «tombes transeptées»
Le département se singularise en ce qui concerne les dolmens par une forte densité de tombes transeptées, concentrées autour de Pornic (tumulus des Mousseaux, tumulus du Moulin de la Motte, dolmen de la Joselière, dolmen du Pré d'Air) ce qui a d'ailleurs conduit à les nommer parfois tombes de type Pornic-Notgrove. Il faut inclure dans cet ensemble le tumulus de Dissignac (Saint-Nazaire) et le dolmen du Riholo (Herbignac), bien qu'ils soient situés au nord de l'estuaire de la Loire. 
Ces constructions mégalithiques se caractérisent par une architecture intérieure avec des chambres secondaires symétriques se développant autour de l'allée menant à la chambre principale. Selon les édifices, on trouve de 1 à 4 chambres latérales.
Les monuments de ce type se caractérisent tous par une édification en hauteur à proximité du littoral ou d'une dépression (Brière), dominant des espaces actuellement inondés, mais où se situaient probablement des zones d'habitat avant la remontée du niveau de la mer au IVe millénaire av. J.-C.. Cette particularité régionale indique la présence en ces lieux d'une société néolithique originale qui s'est développée sur un espace géographique limité.

## Inventaire
| Monument                                          | Commune                   | Remarque                                                                               | Protection                                                                            | Coordonnées                                                  | Image                              |
| ------------------------------------------------- | ------------------------- | -------------------------------------------------------------------------------------- | ------------------------------------------------------------------------------------- | ------------------------------------------------------------ | ---------------------------------- |
| Dolmen de Robineau                                | Abbaretz                  |                                                                                        |                                                                                       | 47° 34′ 18″ N, 1° 26′ 18″ O                                  |                                    |
| Dolmen de la Pierre Couvretière                   | Ancenis                   | autre nom : Pierre du Diable                                                           | Classé MH (1926)                                                                      | 47° 22′ 07″ N, 1° 10′ 22″ O                                  | Dolmen de la Pierre Couvretière    |
| Mégalithe du Marais                               | Ancenis                   |                                                                                        | détruit en 1962                                                                       |                                                              |                                    |
| Menhir de la Gréserie                             | Ancenis                   |                                                                                        |                                                                                       | déplacé de son site initial 47° 23′ 41″ N, 1° 10′ 28″ O      | Menhir de la Gréserie              |
| Pierre de La Planche                              | Ancenis                   | menhir probable                                                                        |                                                                                       |                                                              |                                    |
| Pierres de la Basse-Boire                         | Anetz                     | alignement ?                                                                           |                                                                                       |                                                              |                                    |
| Polissoir du Champ des Pierres                    | Anetz                     |                                                                                        |                                                                                       | conservé dans l'écomusée d'Anetz 47° 11′ 17″ N, 1° 59′ 06″ O | Polissoir du Champ des Pierres     |
| Menhir du Bois des Vallées                        | Arthon-en-Retz            |                                                                                        |                                                                                       | 47° 11′ 17″ N, 1° 59′ 06″ O                                  | Menhir du Bois des Vallées         |
| Pierre Frite                                      | Basse-Goulaine            |                                                                                        |                                                                                       | 47° 12′ 30″ N, 1° 28′ 01″ O                                  | Pierre Frite                       |
| Croix des Douleurs                                | Batz-sur-Mer              | autre nom Croix Basse                                                                  | Inscrit MH (1944)                                                                     | 47° 16′ 43″ N, 2° 28′ 48″ O                                  | Croix des Douleurs                 |
| Pierre Longue                                     | Batz-sur-Mer              | autre nom Menhir de Saint-Michel                                                       |                                                                                       | 47° 16′ 22″ N, 2° 28′ 51″ O                                  | Pierre Longue                      |
| Menhir de la Roche-Bourdin                        | La Bernerie-en-Retz       |                                                                                        | disparu                                                                               |                                                              |                                    |
| Menhir du Poteau                                  | La Bernerie-en-Retz       | autre nom Menhir de la Boutinardière                                                   |                                                                                       | déplacé 47° 05′ 20″ N, 2° 01′ 24″ O                          | Menhir du Poteau                   |
| Alignement des Hameaux du Parc                    | Besné                     |                                                                                        | détruit                                                                               |                                                              |                                    |
| Dolmen de la Roche à Berthe                       | Besné                     | autre nom Pierre à Berthe                                                              | détruit                                                                               |                                                              |                                    |
| Menhir de Treffier                                | Besné                     |                                                                                        |                                                                                       | 47° 23′ 05″ N, 2° 04′ 49″ O                                  | Menhir de Treffier                 |
| Menhir de Tréveron                                | Besné                     |                                                                                        |                                                                                       |                                                              | Menhir de Tréveron                 |
| La Pierre                                         | Besné                     | menhir                                                                                 | détruit                                                                               |                                                              |                                    |
| Menhir de la Pierre Folle                         | Bourgneuf-en-Retz         |                                                                                        |                                                                                       | 47° 01′ 29″ N, 1° 53′ 25″ O                                  | Menhir de la Pierre Folle          |
| Polissoir de Bessac                               | Campbon                   |                                                                                        |                                                                                       |                                                              |                                    |
| Dolmen de la Boissonnière                         | Chauvé                    |                                                                                        |                                                                                       | 47° 09′ 02″ N, 2° 01′ 48″ O                                  | Dolmen de la Boissonnière          |
| Pierre de la Croterie                             | Chauvé                    | autre nom : le Chevanou                                                                | Inscrit MH (1989)                                                                     | 47° 10′ 51″ N, 2° 01′ 29″ O                                  | Pierre de la Croterie              |
| Menhir de Pierre Le Matz                          | Chauvé                    |                                                                                        |                                                                                       | 47° 10′ 35″ N, 2° 01′ 12″ O                                  | Menhir de la Pierre le Matz        |
| Menhirs des Platennes                             | Chauvé                    |                                                                                        | Inscrit MH (1989)                                                                     | 47° 10′ 54″ N, 2° 01′ 18″ O                                  | Pierre des Platennes               |
| Menhir de la Rigaudière                           | Chauvé                    |                                                                                        |                                                                                       | 47° 09′ 10″ N, 2° 00′ 33″ O                                  |                                    |
| Allée couverte de la Bitauderie                   | Chéméré                   |                                                                                        | détruite                                                                              |                                                              |                                    |
| Menhir de la Pierre Levée                         | Chéméré                   |                                                                                        |                                                                                       | 47° 09′ 03″ N, 1° 53′ 11″ O                                  | Menhir de la Pierre Levée          |
| Tumulus de la Baronnerie                          | Chéméré                   |                                                                                        | détruit                                                                               |                                                              |                                    |
| Menhir de la Pierre Folle                         | Corcoué-sur-Logne         |                                                                                        |                                                                                       | 46° 56′ 21″ N, 1° 37′ 02″ O                                  | Menhir de Clody                    |
| Menhir du Marais de la Roche                      | Cordemais                 |                                                                                        |                                                                                       | 47° 18′ 21″ N, 1° 52′ 21″ O                                  | Menhir du Marais de la Roche       |
| Dolmen de la Gauterie                             | Corsept                   | autre nom Dolmen de l'Aubinais                                                         |                                                                                       | 47° 14′ 44″ N, 2° 04′ 12″ O                                  | Dolmen de la Gauterie              |
| Dolmen de la Haute Gédelière                      | Corsept                   |                                                                                        |                                                                                       | 47° 15′ 49″ N, 2° 04′ 00″ O                                  | Dolmen de la Haute Gédelière       |
| Dolmen de Pont Sorbe                              | Corsept                   |                                                                                        |                                                                                       |                                                              |                                    |
| Dolmen des Landes                                 | Corsept                   |                                                                                        | ruiné                                                                                 |                                                              |                                    |
| Dolmen du Moulin Perret,                          | Corsept                   |                                                                                        | ruiné                                                                                 |                                                              |                                    |
| Menhir des Landes                                 | Corsept                   |                                                                                        |                                                                                       | 47° 14′ 17″ N, 2° 04′ 47″ O                                  | Menhir des Landes                  |
| Menhir de la Mégerie                              | Corsept                   |                                                                                        |                                                                                       | 47° 14′ 58″ N, 2° 04′ 51″ O                                  | Menhir de la Mégerie               |
| Menhir des Cassis                                 | Corsept                   |                                                                                        |                                                                                       | 47° 14′ 54″ N, 2° 05′ 12″ O                                  | Menhir des Cassis                  |
| Menhir de la Pierre Bonde                         | Corsept                   |                                                                                        |                                                                                       | 47° 15′ 38″ N, 2° 04′ 01″ O                                  | Pierre Bonde                       |
| Menhir du Plessis                                 | Corsept                   |                                                                                        |                                                                                       |                                                              |                                    |
| Menhir des Pierres Blanches                       | Corsept                   |                                                                                        |                                                                                       | 47° 16′ 09″ N, 2° 04′ 29″ O                                  | Menhir des Pierres Blanches        |
| Menhir de la Pierre Longue                        | Le Croisic                |                                                                                        | Classé MH (1889)                                                                      | 47° 17′ 14″ N, 2° 31′ 51″ O                                  | Menhir de la Pierre Longue         |
| Tumulus du Four                                   | Le Croisic                |                                                                                        |                                                                                       | 47° 17′ 46″ N, 2° 37′ 45″ O                                  |                                    |
| Dolmen de la Barbière                             | Crossac                   |                                                                                        |                                                                                       | 47° 24′ 25″ N, 2° 09′ 35″ O                                  | Dolmen de la Barbière              |
| Dolmen de la Mariandais                           | Crossac                   | autre nom : dolmen des Rochettes                                                       |                                                                                       | 47° 25′ 02″ N, 2° 10′ 07″ O                                  |                                    |
| Menhir du Bois Hoël                               | Crossac                   |                                                                                        |                                                                                       | 47° 24′ 35″ N, 2° 09′ 47″ O                                  | Menhir du Bois Hoel                |
| Dolmen de l'Angle Moisan                          | Donges                    |                                                                                        |                                                                                       |                                                              |                                    |
| Dolmen de la Vacherie                             | Donges                    |                                                                                        | ruiné, au niveau d'un aiguillage proche du menhir de la Vacherie                      |                                                              |                                    |
| Dolmens de Bargonnet                              | Donges                    | 2 dolmens                                                                              | détruits,                                                                             |                                                              |                                    |
| Menhir de Condé                                   | Donges                    |                                                                                        |                                                                                       | 47° 20′ 04″ N, 2° 06′ 08″ O                                  | Menhir de Condé                    |
| Menhir de la Garenne                              | Donges                    | christianisé                                                                           |                                                                                       | 47° 19′ 53″ N, 2° 01′ 09″ O                                  | Menhir de la Garenne               |
| Menhir de la Vacherie                             | Donges                    | autres noms : Menhir du Carlet, Galoche de Gargantua                                   | Classé MH (1889)                                                                      | 47° 18′ 32″ N, 2° 03′ 39″ O                                  | Menhir de la Vacherie              |
| Menhir de Notre-Dame                              | Donges                    | appelé aussi Roche de Notre-Dame                                                       |                                                                                       | dans la Loire                                                |                                    |
| Menhirs de Hêlé                                   | Donges                    | 2 menhirs                                                                              |                                                                                       | 47° 22′ 42″ N, 2° 05′ 34″ O                                  | Menhirs de Hêlé                    |
| Tumulus de Revin                                  | Donges                    | autre nom : Tumulus de la Guesne,                                                      |                                                                                       | 47° 22′ 39″ N, 2° 07′ 43″ O                                  |                                    |
| Tumulus de la Garenne                             | Donges                    | autre nom Tumulus du Bois-Joubert                                                      | détruit,                                                                              | 47° 21′ 26″ N, 2° 07′ 23″ O                                  |                                    |
| Tumulus de la Roche                               | Donges                    |                                                                                        | détruit,                                                                              |                                                              |                                    |
| Tumulus des Pierres                               | Donges                    |                                                                                        | disparu                                                                               |                                                              |                                    |
| Menhir des Pins                                   | Frossay                   | autre nom Menhir de Sainte-Marie                                                       |                                                                                       | 47° 14′ 35″ N, 1° 55′ 16″ O                                  | Menhir des Pins                    |
| Menhir du Puits                                   | Frossay                   |                                                                                        |                                                                                       |                                                              |                                    |
| Alignement du Pilier                              | Le Gâvre                  |                                                                                        |                                                                                       | 47° 34′ 04″ N, 1° 46′ 38″ O                                  | Alignement du Pilier               |
| Menhir du Champ des Pierres                       | Grand-Auverné             |                                                                                        | disparu                                                                               |                                                              |                                    |
| Menhirs de l'Equêche                              | Grand-Auverné             | 2 menhirs                                                                              | disparus                                                                              |                                                              |                                    |
| Dolmen de Mérionnec                               | Guérande                  | autre nom : allée couverte de Careil                                                   | ruiné                                                                                 | 47° 18′ 07″ N, 2° 23′ 52″ O                                  |                                    |
| Dolmen de Sandun                                  | Guérande                  |                                                                                        | Classé MH (1935)                                                                      | 47° 20′ 58″ N, 2° 20′ 31″ O                                  | Dolmen de Sandun                   |
| Mégalithe de Drienno                              | Guérande                  |                                                                                        | ruiné                                                                                 |                                                              |                                    |
| Mégalithe de Pradel                               | Guérande                  |                                                                                        | ruiné                                                                                 |                                                              |                                    |
| Mégalithes de Lévéra                              | Guérande                  | dolmen et menhir                                                                       | ruinés                                                                                |                                                              |                                    |
| Mégalithes du Tréveday                            | Guérande                  |                                                                                        |                                                                                       | deplacés,                                                    |                                    |
| Menhir de Bézans                                  | Guérande                  | autre nom : menhir du Moulin de Bissin                                                 |                                                                                       |                                                              |                                    |
| Menhir de Bissin                                  | Guérande                  |                                                                                        | Classé MH (1978)                                                                      | 47° 18′ 58″ N, 2° 23′ 36″ O                                  | Menhir de Bissin                   |
| Menhir de Clis                                    | Guérande                  |                                                                                        | détruit en 1879                                                                       |                                                              |                                    |
| Menhir de la Grée                                 | Guérande                  |                                                                                        |                                                                                       |                                                              |                                    |
| Menhir de Kerignon                                | Guérande                  | autres noms : menhir de Proumarzin, menhir de Colveux                                  |                                                                                       | 47° 19′ 24″ N, 2° 27′ 05″ O                                  |                                    |
| Menhir de Keroland                                | Guérande                  |                                                                                        |                                                                                       | 47° 20′ 57″ N, 2° 27′ 03″ O                                  | Menhir de Keroland                 |
| Menhir de Sissable                                | Guérande                  |                                                                                        |                                                                                       |                                                              |                                    |
| Menhir de Villeneuve                              | Guérande                  |                                                                                        |                                                                                       |                                                              |                                    |
| Menhirs de Lessac                                 | Guérande                  | alignement reconstitué                                                                 |                                                                                       |                                                              |                                    |
| Pierre de Saillé                                  | Guérande                  | autres noms : menhir du Clos de la Pierre, Pierre de Congor                            | Inscrit MH (1984)                                                                     | 47° 18′ 36″ N, 2° 25′ 50″ O                                  | Pierre de Saillé                   |
| Tertre de Brétineau                               | Guérande                  | autre nom : Tertre de Boga                                                             |                                                                                       | 47° 21′ 01″ N, 2° 20′ 50″ O                                  |                                    |
| Alignement d'Arbourg                              | Herbignac                 |                                                                                        | détruit                                                                               |                                                              |                                    |
| Dolmen du Riholo                                  | Herbignac                 |                                                                                        | Inscrit MH (1980)                                                                     | 47° 27′ 42″ N, 2° 15′ 51″ O                                  | Dolmen du Riholo                   |
| Menhir du Rocher                                  | Lavau-sur-Loire           |                                                                                        |                                                                                       |                                                              |                                    |
| Alignements de la Grande-Pierre                   | Louisfert                 | 2 alignements                                                                          | blocs détruits ou déplacés dans le Calvaire mégalithique                              | blocs détruits ou déplacés dans le Calvaire mégalithique     |                                    |
| Calvaire mégalithique                             | Louisfert                 |                                                                                        |                                                                                       | 47° 40′ 40″ N, 1° 25′ 58″ O                                  | Calvaire mégalithique de Louisfert |
| Menhir du Petit-Bois                              | Louisfert                 | autre nom Pierre de la Gauffrière                                                      |                                                                                       | déplacé dans le Calvaire mégalithique                        | Menhir du Petit-Bois               |
| Alignement de la Grée Galot                       | Lusanger                  | autres noms alignement de la Croix des Pierres Blanches, alignement de l'Orme d'à-haut |                                                                                       | 47° 42′ 44″ N, 1° 35′ 29″ O                                  | Alignement de la Grée Galot        |
| Mégalithes de la Pierre                           | Lusanger                  | regroupement de plusieurs mégalithes                                                   |                                                                                       | 47° 41′ 28″ N, 1° 36′ 27″ O                                  | Mégalithes de la Pierre            |
| Menhir du Couëtoux                                | Lusanger                  |                                                                                        | disparu                                                                               |                                                              |                                    |
| Menhir du Tertre Gicquel                          | Lusanger                  | autre nom Menhir des Cohardais                                                         |                                                                                       | 47° 40′ 12″ N, 1° 34′ 52″ O                                  | Menhir des Cohardais               |
| Pierre du Hochu                                   | Lusanger                  | autre nom Pierre de la Bergère                                                         | Classé MH (1928)                                                                      | 47° 41′ 05″ N, 1° 34′ 56″ O                                  | Pierre du Hochu                    |
| Pierre du pont du Château                         | Lusanger                  | mégalithe indéterminé                                                                  |                                                                                       | 47° 43′ 12″ N, 1° 35′ 39″ O                                  | Pierre du pont du Château          |
| Dolmen de la Petite Bretèche                      | Machecoul                 |                                                                                        |                                                                                       | 46° 57′ 56″ N, 1° 53′ 48″ O                                  |                                    |
| Dolmen du Perron                                  | La Meilleraye-de-Bretagne |                                                                                        |                                                                                       | 47° 34′ 07″ N, 1° 24′ 57″ O                                  | Dolmen du Perron                   |
| Roche aux Loups                                   | Missillac                 | autre nom Pierre aux Loups                                                             |                                                                                       | 47° 27′ 21″ N, 2° 12′ 57″ O                                  | Roche aux Loups                    |
| Dolmen de l'île Herbin                            | Montoir-de-Bretagne       |                                                                                        | détruit                                                                               |                                                              |                                    |
| Menhir des Moulins de Prigny                      | Les Moutiers-en-Retz      |                                                                                        |                                                                                       |                                                              |                                    |
| Dolmen de Cope-Chou                               | Mouzeil                   |                                                                                        | détruit                                                                               |                                                              |                                    |
| Menhir de Couëbrac                                | Nozay                     | autre nom : menhir de la Lande de l'Étang Neuf                                         | Classé MH (1928)                                                                      | 47° 34′ 25″ N, 1° 34′ 59″ O                                  | Menhir de Couëbrac                 |
| Menhir de la Pierre Blanche                       | Oudon                     |                                                                                        | Classé MH (1970)                                                                      | 47° 21′ 17″ N, 1° 19′ 04″ O                                  | Menhir de Pierre Blanche           |
| Menhir de la Pierre Pointue                       | Paimbœuf                  |                                                                                        |                                                                                       | 47° 17′ 00″ N, 2° 01′ 24″ O                                  | Menhir de la Pierre Pointue        |
| Dolmen de Couronne-Blanche                        | Petit-Auverné             |                                                                                        | détruit                                                                               |                                                              |                                    |
| Menhir de Chapeneille                             | Petit-Auverné             |                                                                                        |                                                                                       | 47° 35′ 27″ N, 1° 16′ 47″ O                                  | Menhir de Chapeneille              |
| Menhir de la Sauzaie                              | Petit-Auverné             |                                                                                        | détruit                                                                               |                                                              |                                    |
| Ensemble du Moulin de Violette                    | Petit-Auverné             | alignement (2 menhirs réutilisés) et 2 tumuli (détruits)                               | alignement (2 menhirs réutilisés) et 2 tumuli (détruits)                              | 47° 36′ 49″ N, 1° 18′ 43″ O                                  | Menhirs du Moulin de Violette      |
| Pierre Sonnante                                   | Petit-Auverné             | menhir                                                                                 | détruit                                                                               |                                                              |                                    |
| Mégalithe de Kervodué                             | Piriac-sur-Mer            | mégalithe indéterminé                                                                  |                                                                                       |                                                              |                                    |
| Dolmen du Moulin de la Guerche                    | La Plaine-sur-Mer         |                                                                                        | ruiné                                                                                 | 47° 08′ 23″ N, 2° 12′ 06″ O                                  | Dolmen du Moulin de la Guerche     |
| Menhir de l'Ennerie                               | La Plaine-sur-Mer         | autre nom Menhir de la Piraudière                                                      |                                                                                       | 47° 08′ 15″ N, 2° 12′ 01″ O                                  | Menhir de la Piraudière            |
| Caillou d'Archer                                  | La Plaine-sur-Mer         |                                                                                        | disparu                                                                               |                                                              |                                    |
| Pierre de la Plaine                               | La Plaine-sur-Mer         | menhir                                                                                 | détruit                                                                               |                                                              |                                    |
| Tumulus de la Vallée                              | La Plaine-sur-Mer         |                                                                                        | disparu                                                                               |                                                              |                                    |
| Pierre de Bandonnet                               | Plessé                    | menhir renversé                                                                        |                                                                                       |                                                              |                                    |
| Pierre Folle                                      | Plessé                    | autre nom Gravelle de Gargantua                                                        |                                                                                       | 47° 31′ 21″ N, 1° 53′ 44″ O                                  | Pierre Folle                       |
| Dolmen de la Pierrevaye                           | Pontchâteau               |                                                                                        |                                                                                       |                                                              |                                    |
| Fuseau de la Madeleine                            | Pontchâteau               |                                                                                        | Classé MH (1889)                                                                      | 47° 26′ 10″ N, 2° 08′ 10″ O                                  | Fuseau de la Madeleine             |
| Menhir du Perron                                  | Pontchâteau               |                                                                                        |                                                                                       | 47° 23′ 34″ N, 2° 06′ 47″ O                                  |                                    |
| Menhir du Plessis                                 | Pontchâteau               | appelé aussi la Grosse Pierre, la Grand'Roche                                          | détruit                                                                               |                                                              |                                    |
| Petit Rocher                                      | Pontchâteau               | autre nom menhir des marais de l'Urin                                                  |                                                                                       |                                                              |                                    |
| Menhirs des Dames de pierre                       | Pont-Saint-Martin         | autre nom : menhirs de Pré-Moreau                                                      | Classé MH (1982)                                                                      | 47° 07′ 33″ N, 1° 34′ 36″ O                                  | Menhirs des Dames de Pierre        |
| Allée couverte de la Boutinardière                | Pornic                    | autres noms Allée couverte de Monval, dolmen de la Villa Pétard                        | reconstruction                                                                        | 47° 05′ 51″ N, 2° 03′ 35″ O                                  |                                    |
| Dolmen de la Joselière                            | Pornic                    |                                                                                        | Classé MH (1978)                                                                      | 47° 06′ 08″ N, 2° 04′ 47″ O                                  | Dolmen de la Joselière             |
| Dolmen de la Lionne                               | Pornic                    |                                                                                        |                                                                                       | 47° 06′ 43″ N, 2° 06′ 15″ O                                  |                                    |
| Dolmen de la Porcherie                            | Pornic                    |                                                                                        | détruit                                                                               |                                                              |                                    |
| Dolmen des Mazères                                | Pornic                    |                                                                                        | détruit                                                                               |                                                              |                                    |
| Dolmen du Pré d'Air                               | Pornic                    | autres noms : dolmen du Prédaire, dolmen de la Pierre Creusée                          | Inscrit MH (1983)                                                                     | 47° 05′ 54″ N, 2° 03′ 58″ O                                  | Dolmen du Pré d'Air                |
| Menhir de Malmy                                   | Pornic                    |                                                                                        | disparu                                                                               |                                                              |                                    |
| Pierre du Ruaut                                   | Pornic                    | dolmen                                                                                 | disparu                                                                               |                                                              |                                    |
| Tumulus des Hautes-Folies                         | Pornic                    |                                                                                        | détruit                                                                               |                                                              |                                    |
| Tumulus des Mousseaux                             | Pornic                    |                                                                                        | Classé MH (1989) · Classé MH (2006)                                                   | 47° 06′ 57″ N, 2° 06′ 48″ O                                  | Tumulus des Mousseaux              |
| Tumulus du Moulin de la Motte                     | Pornic                    | 3 dolmens : dolmen de la Croix, dolmen des Trois Squelettes, dolmen Face au Moulin     |                                                                                       | 47° 06′ 57″ N, 2° 06′ 47″ O                                  | Dolmen des Trois Squelettes        |
| Cromlech de Peremeleu                             | Préfailles                |                                                                                        | détruit                                                                               |                                                              |                                    |
| Dolmen de Quirouard                               | Préfailles                |                                                                                        | détruit                                                                               |                                                              |                                    |
| Menhir de la Mazière                              | Prinquiau                 |                                                                                        |                                                                                       | 47° 24′ 07″ N, 2° 01′ 47″ O                                  | Menhir de la Mazière               |
| Menhir le Piona                                   | Rezé                      | autre nom menhir du Haut-Landreau                                                      |                                                                                       |                                                              |                                    |
| Dolmen de la Planchette                           | La Roche-Blanche          |                                                                                        | ruiné                                                                                 |                                                              |                                    |
| Menhir du Moulin Blanc                            | La Roche-Blanche          |                                                                                        | ruiné                                                                                 |                                                              |                                    |
| Pierres Velières                                  | Rougé                     |                                                                                        | Inscrit MH (1981)                                                                     | 47° 48′ 04″ N, 1° 26′ 40″ O                                  | Pierres Velières                   |
| Allées couvertes du Château d'Ust                 | Saint-André-des-Eaux      |                                                                                        | ruinées                                                                               |                                                              |                                    |
| Dolmen de la Garenne                              | Saint-André-des-Eaux      | autre nom Dolmen des Perrières                                                         |                                                                                       | 47° 19′ 15″ N, 2° 16′ 05″ O                                  | Dolmen de la Garenne               |
| Pierre David                                      | Saint-André-des-Eaux      | autres noms Dolmen de la Grée Guillaume                                                |                                                                                       | 47° 18′ 43″ N, 2° 21′ 10″ O                                  | Dolmen d'Avrillac                  |
| Pierre de Coicas                                  | Saint-André-des-Eaux      | vestige d'une allée couverte                                                           | Classé MH (1889)                                                                      | 47° 18′ 29″ N, 2° 20′ 31″ O                                  | Pierre de Coicas                   |
| Pierre Gergo                                      | Saint-André-des-Eaux      | menhir                                                                                 | détruit                                                                               |                                                              |                                    |
| Menhir des Louères                                | Saint-Aubin-des-Châteaux  |                                                                                        | Classé MH (1928)                                                                      | 47° 43′ 10″ N, 1° 29′ 44″ O                                  | Menhir des Louères                 |
| Dolmen de la Briordais                            | Saint-Brevin-les-Pins     |                                                                                        | Classé MH (1981)                                                                      | 47° 14′ 40″ N, 2° 08′ 29″ O                                  | Dolmen de la Briordais             |
| Dolmen des Rossignols                             | Saint-Brevin-les-Pins     |                                                                                        | Inscrit MH (1982)                                                                     | 47° 13′ 52″ N, 2° 10′ 00″ O                                  | Dolmen des Rossignols              |
| Menhir de la Pierre Attelée                       | Saint-Brevin-les-Pins     |                                                                                        | Classé MH (1978)                                                                      | 47° 11′ 50″ N, 2° 09′ 12″ O                                  | Menhir de la Pierre Attelée        |
| Menhir des Pierres Couchées                       | Saint-Brevin-les-Pins     |                                                                                        | Classé MH (1977)                                                                      | 47° 12′ 12″ N, 2° 08′ 52″ O                                  | Menhir des Pierres Couchées        |
| Menhir du Boivre                                  | Saint-Brevin-les-Pins     |                                                                                        | Inscrit MH (1980)                                                                     | 47° 11′ 48″ N, 2° 08′ 39″ O                                  | Menhir du Boivre                   |
| Menhir du Plessis Gamat                           | Saint-Brevin-les-Pins     |                                                                                        | Classé MH (1977)                                                                      | 47° 15′ 18″ N, 2° 09′ 17″ O                                  | Menhir du Plessis-Gamat            |
| Menhir du Pont-Bossu                              | Saint-Brevin-les-Pins     | menhir transformé en pont                                                              |                                                                                       |                                                              |                                    |
| Pierre de Gargantua                               | Saint-Brevin-les-Pins     | autre nom Roche des Prés                                                               | Classé MH (1973)                                                                      | 47° 15′ 50″ N, 2° 09′ 42″ O                                  | Pierre de Gargantua                |
| Rocher Flamand                                    | Saint-Brevin-les-Pins     | ancien dolmen déplacé par la mer                                                       |                                                                                       | 47° 12′ 17″ N, 2° 09′ 45″ O                                  |                                    |
| Dolmen de la Salle aux Fées                       | Sainte-Pazanne            | autre nom : dolmen du Port-Faissant                                                    | Classé MH (1889)                                                                      | 47° 04′ 45″ N, 1° 47′ 29″ O                                  | Dolmen de La Salle des Fées        |
| Dolmen de Karlane                                 | Sainte-Reine-de-Bretagne  | autre nom : Pierres de la Vallée                                                       | ruiné                                                                                 | 47° 26′ 59″ N, 2° 12′ 20″ O                                  | Dolmen de Karlane                  |
| Dolmen de la Sorinière                            | Sainte-Reine-de-Bretagne  | autre nom : dolmen de la Roche aux Fées,                                               |                                                                                       | 47° 27′ 06″ N, 2° 12′ 06″ O                                  |                                    |
| Menhir de la Haie Mahéas                          | Saint-Étienne-de-Montluc  |                                                                                        | disparu                                                                               |                                                              |                                    |
| Menhir de Haute Roche                             | Saint-Étienne-de-Montluc  |                                                                                        |                                                                                       | 47° 16′ 29″ N, 1° 49′ 26″ O                                  | Menhir de Haute Roche              |
| Menhirs des Pierres Meslières                     | Saint-Géréon              | 2 menhirs                                                                              |                                                                                       | 47° 21′ 34″ N, 1° 13′ 06″ O 47° 21′ 35″ N, 1° 12′ 57″ O      | Menhir des Pierres Meslières n°1   |
| Bornes Blanches                                   | Saint-Herblon             | autre nom Dolmen du Marais de la Grée                                                  | ruiné                                                                                 | 47° 23′ 28″ N, 1° 09′ 54″ O                                  |                                    |
| Menhir de Juigné                                  | Saint-Herblon             | appelé aussi Pierre des Romains                                                        |                                                                                       | 47° 22′ 19″ N, 1° 09′ 17″ O                                  | Menhir de Juigné                   |
| Menhir du Bernardeau                              | Saint-Herblon             |                                                                                        |                                                                                       | 47° 22′ 24″ N, 1° 08′ 49″ O                                  | Menhir du Bernardeau               |
| Menhirs de la Disetterie                          | Saint-Herblon             | 2 menhirs                                                                              | disparus                                                                              |                                                              |                                    |
| Menhirs du Jarrier                                | Saint-Herblon             | 2 menhirs                                                                              |                                                                                       | déplacés                                                     |                                    |
| Pierre à l'Âne                                    | Saint-Herblon             | mégalithe indéterminé                                                                  |                                                                                       |                                                              |                                    |
| Pierres de la Cour de l'Île                       | Saint-Herblon             |                                                                                        | ruiné                                                                                 | 47° 24′ 02″ N, 1° 09′ 07″ O                                  | Pierres de la Cour de l'Île        |
| Alignement de Penaud                              | Saint-Hilaire-de-Chaléons |                                                                                        | détruit                                                                               |                                                              |                                    |
| Butte aux Pierres                                 | Saint-Joachim             | ensemble de cairns                                                                     | Classé MH (1981)                                                                      |                                                              |                                    |
| Cairn funéraire de Saint-Joachim                  | Saint-Joachim             | cairn                                                                                  | Classé MH (1981)                                                                      |                                                              |                                    |
| Petite Butte des Roches                           | Saint-Joachim             | 2 dolmens                                                                              | Classé MH (1981)                                                                      |                                                              |                                    |
| Roche au Moine                                    | Saint-Joachim             | menhir                                                                                 |                                                                                       |                                                              |                                    |
| Sépultures mégalithiques de la Butte aux Corzeaux | Saint-Joachim             |                                                                                        | Classé MH (1981)                                                                      |                                                              | Butte aux Corzeaux                 |
| Allée couverte du Crugo                           | Saint-Lyphard             |                                                                                        | ruinée                                                                                |                                                              |                                    |
| Dolmen de Déhun                                   | Saint-Lyphard             |                                                                                        | détruit                                                                               |                                                              |                                    |
| Dolmen de Kerlo                                   | Saint-Lyphard             | autre nom dolmen de l'Île des Nains                                                    | ruiné                                                                                 |                                                              |                                    |
| Dolmens de Kerbourg                               | Saint-Lyphard             |                                                                                        | Classé MH (1951)                                                                      | 47° 21′ 45″ N, 2° 21′ 43″ O                                  | Dolmen de Kerbourg 1               |
| Dolmens du Clos-d'Orange                          | Saint-Lyphard             | 3 dolmens                                                                              | détruits                                                                              |                                                              |                                    |
| Maison-Gergo                                      | Saint-Lyphard             | Autre nom : butte à Gervat tumulus à proximité de Bréca                                | quadrilatère de pierres dressées (micaschiste et granite) enfoui sous les brousailles |                                                              |                                    |
| Menhir de Kerbourg                                | Saint-Lyphard             | autres noms : menhir de la Pierre Blanche ou Pierre de Trémélu .                       |                                                                                       | 47° 21′ 50″ N, 2° 22′ 18″ O                                  | Menhir de Kerbourg                 |
| Menhir de Keralio                                 | Saint-Lyphard             | autre nom: la Croix Haute menhir incertain                                             |                                                                                       | 47° 22′ 37″ N, 2° 20′ 24″ O                                  | Menhir de Keralio                  |
| Menhir de Kerdanestre                             | Saint-Lyphard             | autre nom : la Croix Basse menhir incertain                                            |                                                                                       | 47° 22′ 10″ N, 2° 20′ 19″ O                                  | Menhir de Kerdanestre              |
| Pierre à Firmin                                   | Saint-Lyphard             | mégalithe indéterminé                                                                  |                                                                                       |                                                              |                                    |
| Pierre du Len                                     | Saint-Lyphard             | autre nom : Roche du Len                                                               | Inscrit MH (1981)                                                                     | 47° 23′ 49″ N, 2° 20′ 15″ O                                  | Pierre du Len                      |
| Pierre Tombée-du-Loin                             | Saint-Lyphard             |                                                                                        |                                                                                       |                                                              |                                    |
| Roches de Baudin                                  | Saint-Lyphard             | autres noms : Brousse au Bodin, dolmens de Crévy ou Kervy                              |                                                                                       | 47° 22′ 25″ N, 2° 18′ 24″ O                                  |                                    |
| Menhir de la Pierre Blanche                       | Saint-Malo-de-Guersac     |                                                                                        |                                                                                       | 47° 21′ 09″ N, 2° 09′ 09″ O                                  |                                    |
| Allée couverte du Corps de Garde,                 | Saint-Michel-Chef-Chef    |                                                                                        | disparue                                                                              |                                                              |                                    |
| Dolmen de la Morinière                            | Saint-Michel-Chef-Chef    |                                                                                        | enterré                                                                               |                                                              |                                    |
| Dolmen du Carreau-Vert                            | Saint-Michel-Chef-Chef    |                                                                                        | disparu                                                                               |                                                              |                                    |
| Dolmen du Patureau                                | Saint-Michel-Chef-Chef    |                                                                                        | détruit                                                                               |                                                              |                                    |
| Menhir de la Combe                                | Saint-Michel-Chef-Chef    |                                                                                        | disparu                                                                               |                                                              |                                    |
| Menhir de la Source                               | Saint-Michel-Chef-Chef    |                                                                                        | détruit                                                                               |                                                              |                                    |
| Menhir de la Souchais                             | Saint-Michel-Chef-Chef    |                                                                                        |                                                                                       | 47° 09′ 55″ N, 2° 07′ 54″ O                                  | Menhir de Souchais                 |
| Allée couverte de Beauregard                      | Saint-Nazaire             |                                                                                        |                                                                                       | 47° 17′ 38″ N, 2° 15′ 20″ O                                  | Allée couverte de Beauregard       |
| Bosse de Trégouët                                 | Saint-Nazaire             | tumulus                                                                                | détruit                                                                               |                                                              |                                    |
| Dolmen de Cuneix                                  | Saint-Nazaire             | autre nom : Pierres de la Villotin                                                     |                                                                                       | 47° 18′ 35″ N, 2° 14′ 57″ O                                  | Dolmen de Cuneix                   |
| Dolmen des Trois Pierres                          | Saint-Nazaire             | autres noms : dolmen du Prieuré, Trilithe                                              | Classé MH (1889)                                                                      | 47° 16′ 46″ N, 2° 12′ 22″ O                                  | Dolmen des Trois Pierres           |
| Dolmen du Pez                                     | Saint-Nazaire             | autres noms : Cromlech du Pez (ou Pé), dolmen de Cavarro                               |                                                                                       | 47° 14′ 45″ N, 2° 17′ 34″ O                                  | Dolmen de Cavaro                   |
| Tumulus de Dissignac                              | Saint-Nazaire             |                                                                                        | Classé MH (1889)                                                                      | 47° 16′ 16″ N, 2° 16′ 45″ O                                  | Tumulus de Dissignac               |
| Cromlech de la Rochelaie                          | Saint-Père-en-Retz        |                                                                                        | disparu                                                                               |                                                              |                                    |
| Dolmen de la Tiédenais.                           | Saint-Père-en-Retz        |                                                                                        |                                                                                       |                                                              |                                    |
| Mégalithes du Port                                | Saint-Père-en-Retz        | allée couverte et menhir                                                               | disparus                                                                              |                                                              |                                    |
| Menhir de Bellevue                                | Saint-Père-en-Retz        |                                                                                        |                                                                                       | 47° 14′ 04″ N, 2° 05′ 00″ O                                  | Menhir de Bellevue                 |
| Menhir de Biais                                   | Saint-Père-en-Retz        |                                                                                        |                                                                                       | 47° 11′ 37″ N, 2° 00′ 35″ O                                  | Menhir de Biais                    |
| Menhir de la Riveraie                             | Saint-Père-en-Retz        |                                                                                        | Inscrit MH (1984)                                                                     | 47° 12′ 27″ N, 2° 06′ 12″ O                                  | Menhir de la Riveraie              |
| Menhir de la Roche Govi                           | Saint-Père-en-Retz        | autre nom menhir du Landreau                                                           |                                                                                       | 47° 14′ 30″ N, 2° 04′ 01″ O                                  | Menhir de la Roche Govi            |
| Menhir de la Tuterie                              | Saint-Viaud               |                                                                                        |                                                                                       | 47° 16′ 29″ N, 2° 01′ 00″ O                                  | Menhir de la Tuterie               |
| Menhirs de Rougerand                              | Saint-Vincent-des-Landes  | 2 menhirs                                                                              |                                                                                       | déplacés dans le Calvaire mégalithique de Louisfert          | Menhir effilé de Rougerand         |
| Roche-aux-Follets                                 | Savenay                   | dolmen                                                                                 | détruit                                                                               |                                                              |                                    |
| Fuseau de Berthe                                  | Sévérac                   |                                                                                        | Classé MH (1990)                                                                      | 47° 32′ 40″ N, 2° 03′ 03″ O                                  | Fuseau de Berthe                   |
| Allée couverte de Pir Han                         | Sion-les-Mines            | autres noms : allée couverte du Feuillay ou allée couverte des Pierres Cavalan.        |                                                                                       | 47° 43′ 48″ N, 1° 36′ 59″ O                                  | Allée couverte de Pir Han          |
| Menhir de Briangault                              | Sion-les-Mines            |                                                                                        | Classé MH (1983)                                                                      | 47° 42′ 09″ N, 1° 32′ 52″ O                                  | Menhir de Briangault               |
| Menhir de la Grée à Midi                          | Sion-les-Mines            |                                                                                        | Classé MH (1929)                                                                      | 47° 43′ 24″ N, 1° 35′ 40″ O                                  | Menhir de la Grée à Midi           |
| Menhir de Pierre-Pin                              | Sion-les-Mines            | autre nom Pierre des Huguenots                                                         | Classé MH (1988)                                                                      | 47° 43′ 24″ N, 1° 33′ 29″ O                                  | Menhir de Pierre-Pin               |
| Roche à la Bergère                                | Sion-les-Mines            | autres noms : Menhir de Bel Air, Menhir de la Lande de Tremblay                        | Classé MH (1983)                                                                      | 47° 42′ 06″ N, 1° 36′ 47″ O                                  | Roche à La Bergère                 |
| Menhir des Faux                                   | Les Sorinières            |                                                                                        | Inscrit MH (1984)                                                                     | 47° 09′ 33″ N, 1° 31′ 11″ O                                  | Menhir des Faux                    |
| Menhir de Haute-Lande                             | Les Sorinières            |                                                                                        | Inscrit MH (1960)                                                                     | 47° 09′ 19″ N, 1° 31′ 11″ O                                  | Menhir de Haute-Lande              |
| Pierre de la Chopinière                           | Soudan                    |                                                                                        | Classé MH (1981)                                                                      | 47° 43′ 04″ N, 1° 14′ 32″ O                                  | Pierre de la Chopinière            |
| Galoche de Gargantua                              | Treillières               | fragment du menhir réutilisé dans la base d'un calvaire                                | ruiné                                                                                 | 47° 18′ 10″ N, 1° 37′ 38″ O                                  |                                    |
| Menhir de la Bazinais                             | Treffieux                 | autre nom : Menhir de la Claie des Bois.                                               |                                                                                       | 47° 37′ 30″ N, 1° 30′ 44″ O                                  | Menhir des Bazinais                |
| Menhir de Pierre Blanche                          | Trignac                   |                                                                                        |                                                                                       | 47° 18′ 53″ N, 2° 14′ 06″ O                                  | Menhir de Pierre Blanche           |
| Gravier de Gargantua                              | La Turballe               | autre nom Menhir de Coispéan                                                           |                                                                                       |                                                              | Menhir de Coispéan                 |
| Menhir de Bréhet                                  | La Turballe               | autre nom Pierre Beurrée                                                               | détruit                                                                               |                                                              |                                    |
| Tumulus de Brandu,                                | La Turballe               |                                                                                        |                                                                                       |                                                              |                                    |
| Menhir de la Drouetterie                          | Vay                       | autres noms : Menhir de la Pierre qui Tourne, Menhir des Roches.                       | Classé MH (1928)                                                                      | 47° 32′ 36″ N, 1° 41′ 23″ O                                  | Menhir de la Drouetterie           |
| Menhir de la Génonville                           | Vue                       |                                                                                        |                                                                                       |                                                              |                                    |